# Creu de Barberà
La Creu de Barberà és una obra historicista de Sabadell (Vallès Occidental) protegida com a Bé Cultural d'Interès Local.

## Descripció
Creu grega de pedra suportada per un pilar hexagonal sobre el que hi ha un capitell.

## Història
El seu ús originari era servir de fita als termes de Sabadell i Santa Maria de Barberà. L'any 1960 el terme de Barberà s'annexionà a Sabadell amb la qual cosa la creu ha passat a tenir un valor decoratiu i simbòlic.